# Praia de Santo André
Praia de Santo André, com vegetação autóctone.

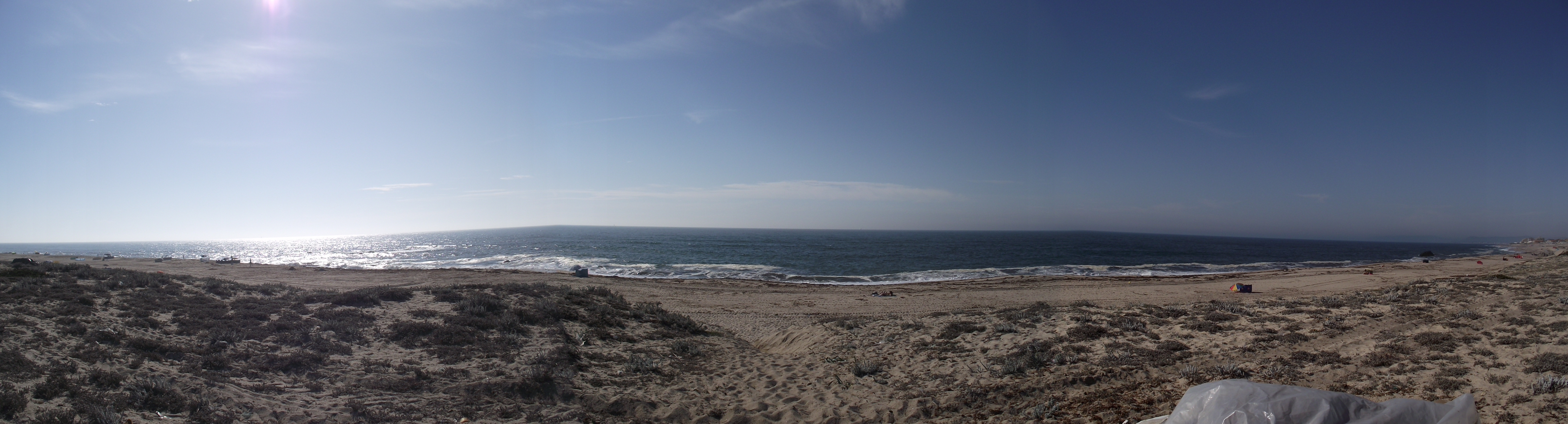
Panorama

A Praia de Santo André é uma praia marítima da Póvoa de Varzim entre o cabo de Santo André e a Praia da Pedra Negra nas freguesias de Aver-o-Mar e Aguçadoura.
A praia de Santo André encontra-se junto ao Lugar de Santo André, uma localidade com características piscatórias próprias influenciada pelo Bairro Sul, dividida entre Aver-o-Mar e Aguçadoura.
Apesar de bastante extensa, a praia é calma dado situar-se afastada do centro da cidade, próxima à povoação rural de Aguçadoura.

## Lenda de Santo André
Em Santo André existe uma capela junto a um rochedo chamado Penedo do Santo, que tem uma marca que acreditam ser uma pegada do próprio Santo André. Os pescadores acreditam que este santo liberta as almas dos que se afogam no mar, indo pescá-las ao fundo do mar depois de um naufrágio.
A festa deste santo acontece na madrugada do último dia de Novembro, em que grupos de homens e mulheres, envolvidos em mantos pretos e segurando lampiões, vão até à ermida pela praia, entoando cânticos e no final circundam a capela, formando assim o "Ponto das almas".

## Estalagem
Na Praia de Santo André, entre as duas freguesias, encontra-se a Estalagem de Santo André, erigida no meio da praia, em frente à capela e ao penedo do Santo, separando este sítio ligado ao mar pela geografia, lendas e costumes locais.
Desconhece-se se com a reorganização da orla costeira portuguesa, a estalagem será ou não demolida.